# Zdenko Hans Skraup
Zdenko Hans Skraup, född 3 mars 1850 i Prag, död 10 september 1910 i Wien, var en böhmisk-österrikisk kemist.

## Biografi
Skraup gick i Oberrealschule från 1860 till 1866 och studerade därefter (1866-1871) vid Tekniska högskolan i Prag. Efter att ha varit assistent till Heinrich Ludwig Buff under mindre än ett år arbetade han på en porslinsfabrik men flyttade till myntverket i Wien 1873.
Han blev samma år assistent till Rochleder, trots att hade kunnat stanna i sitt gamla jobb. Rochleder dog året därpå, men Scraup stannade hos dennes efterträdare Franz Schneider och Adolf Lieben.
Skraup tog sin fil.dok.-grad från vid universitetet i Grieβen 17 mars 1875. Han avslutade sin habilitering vid universitetet i Wien år 1879, men eftersom hans examen kom från ett tyskt universitet var han tvungen att vänta tills 1881 innan han blev professor vid Wiena Handelsakademi.
Han flyttade 1887 som efterföljare till Leopold von Pebal vid universitetet i Graz, där han 1903/1904 var rektor. Därifrån återvände han 1906 som efterträdare till Adolf Lieben tillbaka till Wien.
I sin forskning bedrev Skraup bl. a. studier av kinaalkaloidernas kemi och upptäckte en värdefull metod för framställning av kinolinföreningar (Skraups syntes).